# 静脉
静脉（希臘語：英語：）是循环系统中把血液從身體各部分送回心脏的血管。大多数静脉（體循環的静脉）携带的血液是含氧量較低、二氧化碳含量較高的靜脈血，它们把血从体组织带回心脏，肺循環的静脉和肺静脉中的血液氧濃度最高，而二氧化碳濃度最低，是動脈血。

## 解剖学
静脉最重要的任务是让耗尽氧的血液流回到心脏。在没有血液的时候其腔会倒塌。静脉的最外层也是最厚的，由骨胶原，外面包着一层平滑肌，内部由一层上皮细胞覆盖。骨骼肌静脉内有单向的瓣膜，它们防止血液回流，由于万有引力的作用使得血液流回到四肢{???}。人与人之间静脉的位置比动脉的位置的差别要大。

### 静脉应力
静脉的总容量足以容纳一个人所有的血液。通过平滑肌对静脉施加的压力（静脉应力）使静脉的横截面积缩小，从而控制静脉的容积。覆盖静脉的平滑肌螺旋围绕静脉，它们有使得血液朝正确的方向流的作用。平滑肌松弛会导致心脏下面的血管充血，心脏内没有足够的血输出，导致脑缺血和血管迷走性晕厥。

## 作用
静脉的作用在于把血液从其它器官导向心臟。体循环将充氧的血液从左心室通过动脉泵到身体的肌肉和器官。在这里在毛细血管中它将营养和氧气释放给组织。二氧化碳和其它代谢的废物进入血液，然后进入静脉。通过静脉缺氧的血液回到心臟的右心房，然后进入右心室，通过肺动脉被泵入肺。在肺循环中肺静脉将充氧的血液从肺带回到左心房。此后血液进入左心室，完成整个血液循环。
虽然大多数静脉运送缺氧的血液，但是肺静脉运送的是氧丰富的血液。

## 医学

静脉瓣膜防止血液逆流

在医学中静脉被用作接触血液循环的点。化验时抽血、静脉注射液体、电解质、营养物获得药物、使用注射器注射药物或者插入导管均使用静脉。在进行抽血化验时要注意到的是与动脉血不同的是从身体不同部位抽取的静脉血的成分也不一样。比如从肌肉流出的静脉血含有的氧和葡萄糖的成分比从肝脏流出的静脉血要低。
插入导管使用的静脉主要是手和臂上离皮肤比较近的静脉，一般不使用腿上的静脉。假如要注入的液体比较浓或者反应比较大的话需要直接注入大静脉，这时不能使用表面静脉。假如导管需要长期插入的话可以插入上腔静脉。

## 常见疾病
最常见的静脉疾病是静脉功能不足，一般体现为毛细血管扩张或静脉曲张。根据病人状况、静脉形状和医生的嗜好可以使用不同的疗法，其中包括射频消融、静脉剥离、点式微创剥脱术、硬化剂注射治疗、激光或者压缩。

### 水肿
静脉病变最早的症状是水肿。其症状是腳踝处肿胀和腿有沉重的感觉。尤其在傍晚时会产生这些现象，但是这些症状也可能是由其它疾病导致的。水肿发生后不能进行按摩。

### 静脉曲张

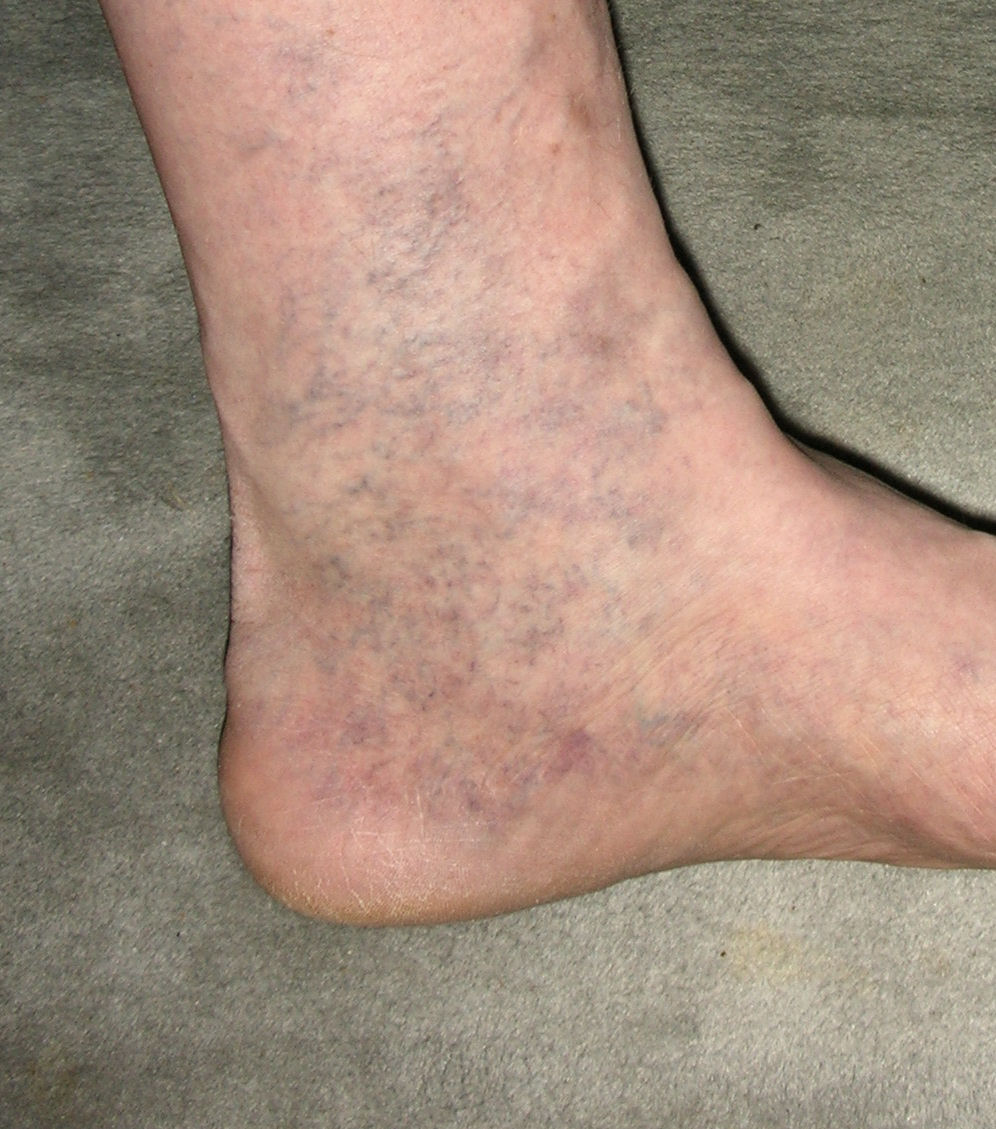
静脉曲张

比较轻度的静脉曲张体现在直接在皮肤下可以看到的小的、改变的、网状或者扇状的静脉。它们是因为位于体内深处的静脉瓣膜防止血液逆流功能的喪失，使得血流變慢，血液滯留於靜脈，導致靜脈擴張變形而產生的。这个逆流使得血液堵塞到皮下的小血管。由于这些小血管长期血压过高，它们逐渐丧失其弹性。其中静脉扩张，可以像红色或者蓝色的线条一样被看到。

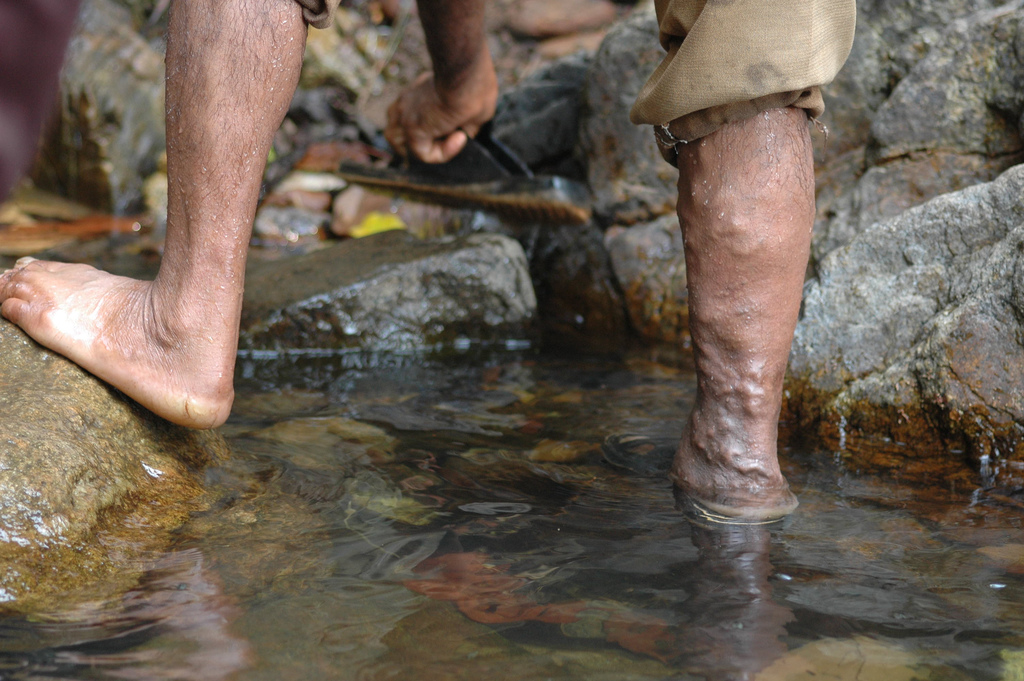
腿上的静脉曲张

严重的静脉曲张会导致扩张的、盘旋的静脉。表面的静脉曲张很容易看到，也可以通过触摸感觉到，它们盘旋在腿的皮下脂肪中。体内深处的静脉曲张只能通过超声波才能看到。由于静脉扩张导致静脉瓣膜不能完全关闭。下体血管要承受的液压比寻常要高得多。静脉系统与周边组织之间的差异导致越来越多的水分以及其中溶解的物质通过静脉壁渗透到腿组织，导致水肿。在这种情况下不能做按摩。靜脈曲張多見於老年人的下肢皮膚和肌肉的靜脈，長時間站立也可能導致靜脈曲張。

### 静脉炎
静脉炎的症状包括静脉及其周围疼痛、发肿、发红、发热。皮肤表面的静脉炎的诊断很简单。体内深处的静脉炎即使使用超声波也很难诊断。至今为止静脉炎的原因不明。可能的原因包括细菌、自體免疫或者机械摩擦导致的发炎。

### 血栓
静脉中产生的血栓可以在静脉壁上粘住，最后导致整个静脉被堵塞。假如它们被冲破，其碎片进入肺的话有可能造成生命危险。它们可能会堵塞肺动脉，从而导致肺栓塞。

### 小腿溃疡
静脉曲张长久后会导致小腿溃疡。这种肿瘤一般生在小腿内侧，脚踝上部。它们很难治疗，恢复很慢。

### 深静脉血栓
深静脉血栓出现时可能没有症状，但多数情况下四肢会疼痛、肿大、发红、发热，可能使浅静脉胀大。深静脉血栓可能引起的最严重的并发症是血栓分裂流入肺部引发的肺栓塞。未经治疗的下肢深静脉血栓引发肺栓塞而导致死亡的概率是3%。由上肢深静脉血栓导致的死亡非常罕见。

## 重要静脉和静脉系统
大隐静脉是下体表面最重要的静脉。波斯医生阿维森纳是最早描写这根静脉的人。大隐静脉隐藏在它自己的筋膜下，只有在膝盖附近才感觉得到。大隐静脉功能不足是静脉曲张最主要的原因。
肺静脉将含氧量高的血从肺带回到心脏。上腔静脉和下腔静脉分解将体循环中上身和下身缺氧的静脉血带回到心脏。
门静脉系统是一系列直接与两个微血管相连的静脉。著名的门静脉系统有肝外门静脉和垂体门静脉系统。

## 颜色
体循环的静脉由于含有比较多的二氧化碳而呈深红色。浅表的静脉由于粉红色皮肤的衬托，从皮肤表面看起来像是蓝紫色。

## 分类
静脉可以根据以下类型分类：
- 门静脉和非门静脉
- 浅静脉和深静脉
- 肺静脉和体静脉